# 佩德罗·杜克
佩德罗·弗朗西斯科·杜克·杜克（西班牙語：Pedro Francisco Duque Duque，1963年3月14日—）是西班牙的第一位宇航员，航空工程师，现任西班牙首相佩德罗·桑切斯内阁的科学与创新大臣。

## 生平

### 早年
1963年3月14日出生于马德里。父母都是巴達霍斯出身。父亲佩德罗·安东尼奥·杜克是一名航空管制員，母亲埃斯特雷杜·杜克是一名教师。一家人的祖先可以追溯到普拉森西亚文艺复兴时期的雕塑家罗德里戈·杜克。根据民间传说，他曾在16世纪初尝试给自己安装上翅膀，从普拉森西亚主教座堂的钟楼上跳下，体验飞行。
大学就读于马德里理工大学航天工程学院，1986年毕业后在GMV工作，后被分配到欧洲空间局太空運營中心。1992年5月入选欧洲空间局宇航员团队，后在德国科隆的欧洲宇航员中心接受了基础训练，并在俄罗斯能源科研生产联合公司完成了为期四周的培训计划。

### 宇航员生涯
他的第一次太空飞行是乘坐美国发现号航天飞机执行STS-95任务。任务时间是1998年10月29日至11月7日，共持续8天21小时。他的第二次飞行是作为短期考察乘员，于2003年10月18日乘坐俄罗斯联盟TMA-3载人飞船前往国际空间站，10月28日返回地球。

### 社会活动
2003年至2006年，他在马德里理工大学航天工程学院“用户支援操作中心”担任主任职位。该中心旨在代表西班牙，为欧洲空间局在国际空间站内的未来科学实验项目提供技术支援。同时他也在大学教授部分航天科学课程。
2006年，他成为西班牙私人航天公司得摩斯影像的常务董事，该公司于2009年成功将第一颗西班牙地球观测卫星“得摩斯一号”送入目标轨道。2011年，他成为公司的首席执行官。

### 复归
2011年10月复归欧空局，重新成为宇航员，在2015年之前一直担任航天运行办公室负责人。他还负责欧空局未来宇航员以及其他公众航天活动的人员筛选工作。

### 政治生涯
2018年西班牙政府不信任案后，佩德羅·桑切斯成为西班牙首相。杜克被任命为科学、创新与大学事务大臣。
2019年3月4日，他在格拉纳达出席了“西班牙人工智能发展战略”发布会。
2020年1月，在第二次桑切斯内阁就任科学与创新大臣。

## 荣誉

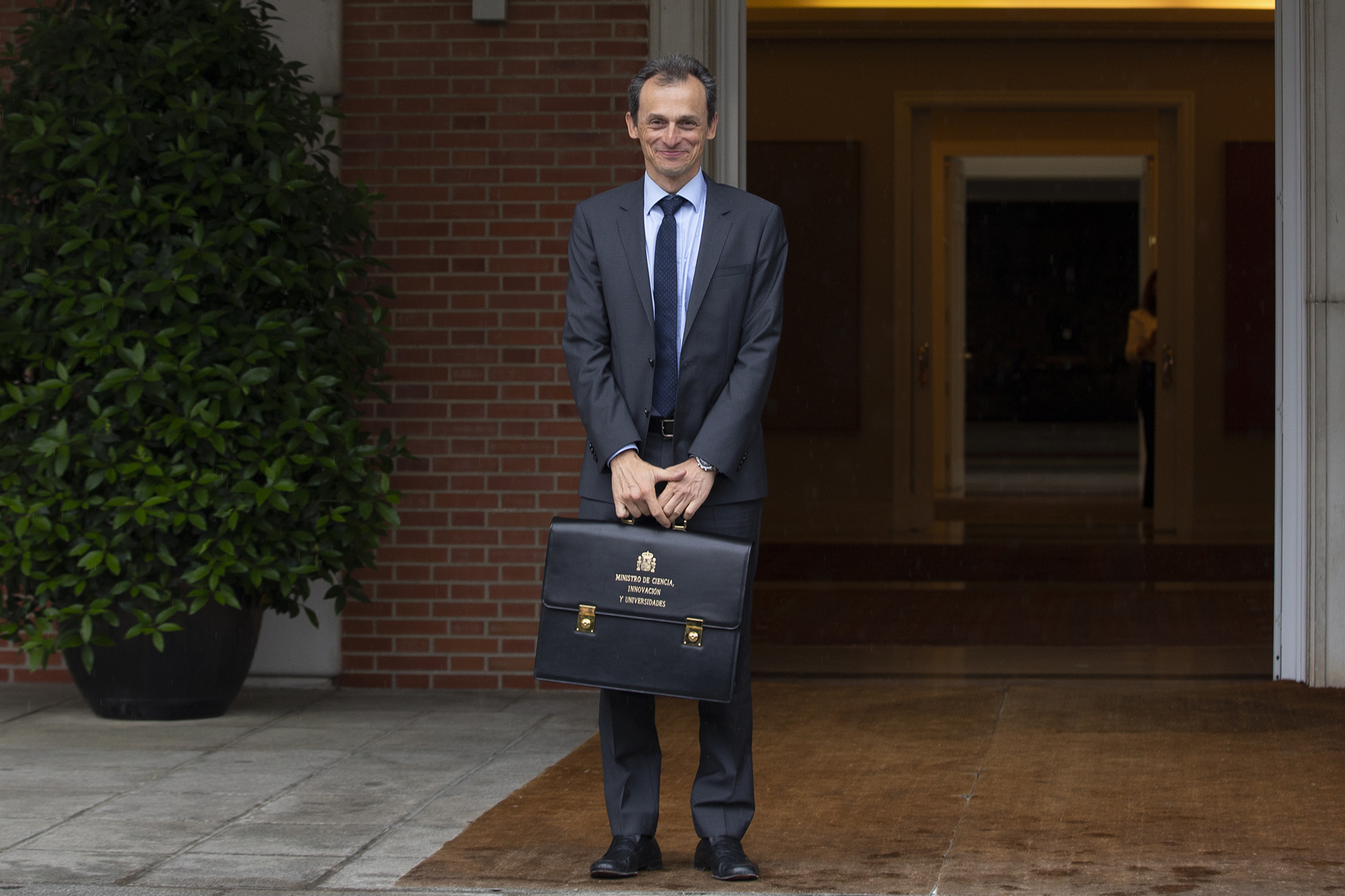
2018年在蒙克洛亞宮

- 俄罗斯友谊勋章（1995年）[12]
- 西班牙航空功勋大十字勋章（1999年）[13]
- 阿斯图里亚斯亲王奖国际合作奖（1999年）[14]
- 瓦伦西亚理工大学荣誉博士（2005年）[15]
- 太空探索優異獎章（2011年）[16]
- 马德里欧洲大学荣誉博士（2013年）[17]
- 国立远程教育大学荣誉博士（2016年）[18]
- 阿尔梅里亚大学荣誉博士（2017年）[19]